# Tiziana Timolati
Tiziana Timolati (Roma, 14 aprile 1954) è un'ex cestista italiana.

## Carriera
Con l'Italia ha disputato i Campionati mondiali del 1979 e tre edizioni dei Campionati europei (1976, 1978, 1981).